# Pallaimorphininae
Pallaimorphininae es una subfamilia de foraminíferos bentónicos de la familia Chilostomellidae, de la superfamilia Chilostomelloidea, del suborden Rotaliina y del orden Rotaliida. Su rango cronoestratigráfico abarca desde el Albiense (Cretácico superior) hasta la Actualidad.

## Clasificación
Pallaimorphininae incluye a los siguientes géneros:
- Abyssamina †
- Bagginoides †
- Globimorphina †
- Gubkinella †
- Pallaimorphina †
- Quadrimorphinella †